# Territorio en fideicomiso de Nauru
Durante la Segunda Guerra Mundial, Nauru sufrió daños significativos tanto por parte del Eje (alemán y japonés) como de las fuerzas aliadas.

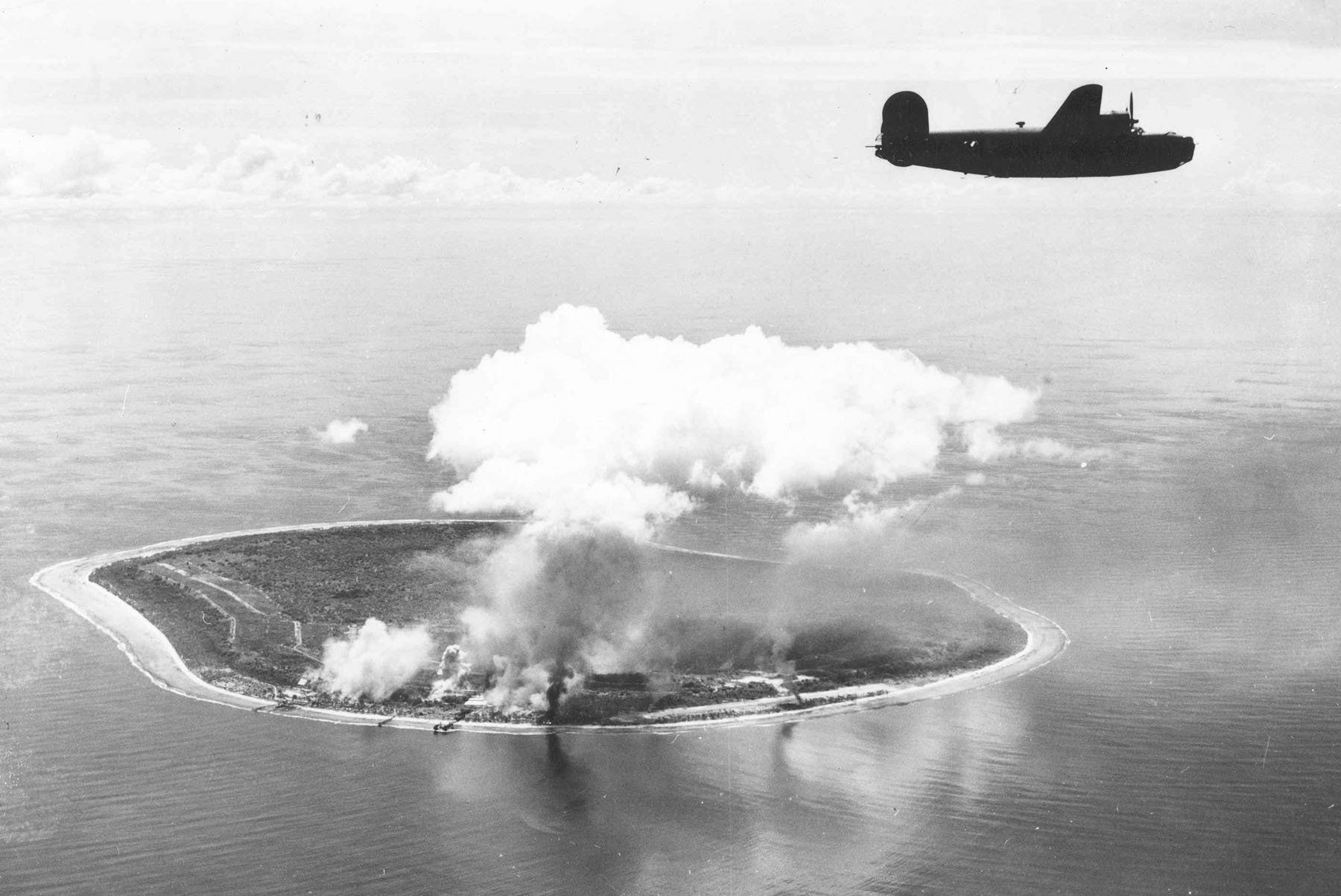
La isla de Nauru es atacada por bombarderos B-24 Liberator de la Séptima Fuerza Aérea.

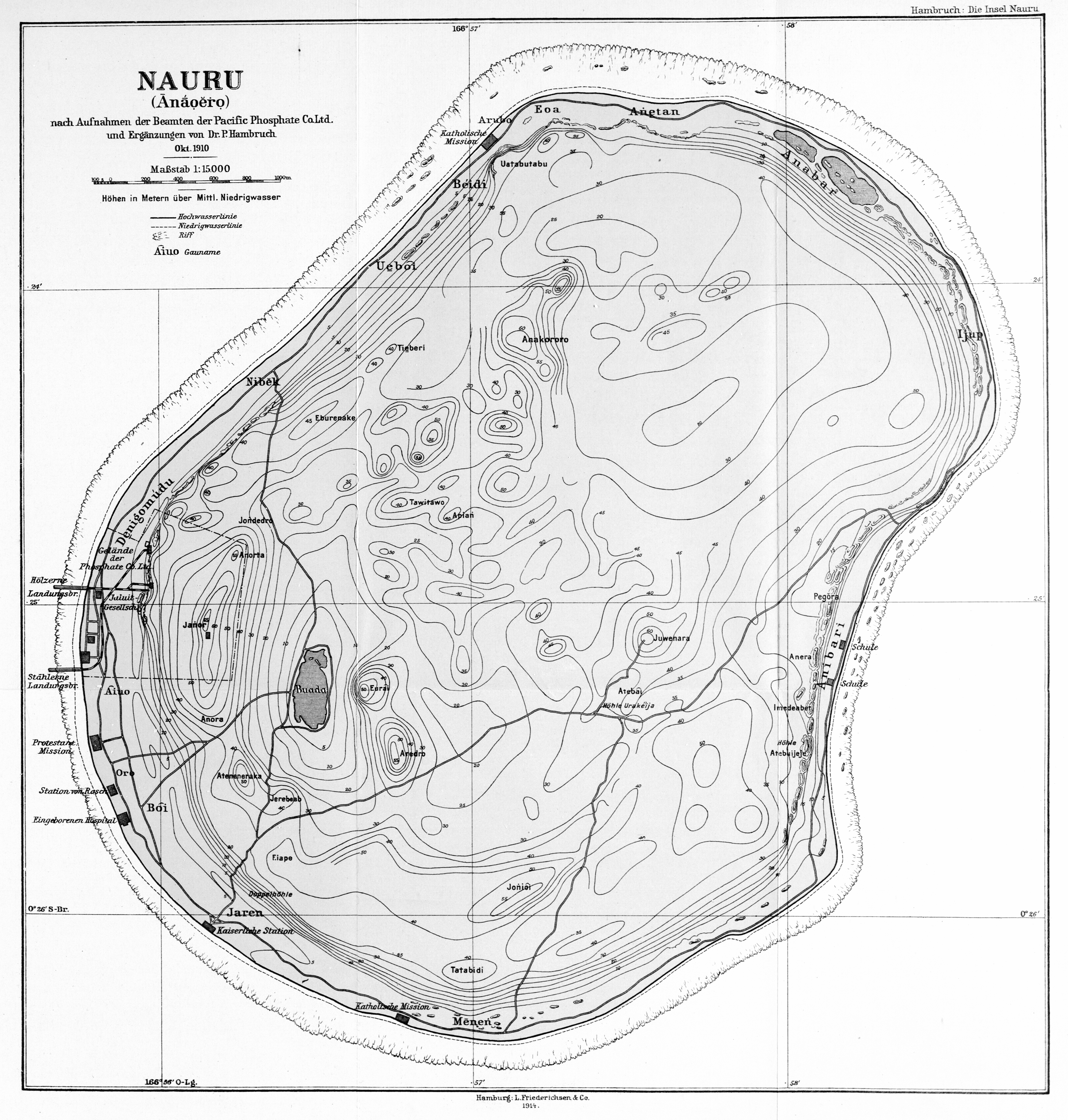
Mapa de Nauru antes de 1914.

Los días 6 y 7 de diciembre de 1940, los cruceros auxiliares alemanes nazis Orion y Komet hundieron cuatro buques mercantes. Al día siguiente, Komet bombardeó las áreas de extracción de fosfato de Nauru, los depósitos de almacenamiento de petróleo y el voladizo de carga de barcos. Los ataques interrumpieron gravemente el suministro de fosfato a Australia y Nueva Zelanda (utilizado principalmente para municiones y fertilizantes).
Las tropas japonesas ocuparon Nauru el 26 de agosto de 1942. Los nativos de Nauru fueron maltratados por las fuerzas de ocupación. En una ocasión, se dice que treinta y nueve enfermos de lepra fueron cargados en botes que fueron remolcados al mar y hundidos. Las tropas japonesas construyeron un aeródromo en Nauru que fue bombardeado por primera vez el 25 de marzo de 1943, lo que impidió que los suministros de alimentos llegaran a Nauru. En 1943, los japoneses deportaron a 1.200 nauruanos para trabajar como jornaleros en las islas Chuuk.
Nauru fue finalmente liberada de los japoneses el 13 de septiembre de 1945, cuando el capitán Solda, el comandante de todas las tropas japonesas en Nauru, entregó la isla a la Armada y al Ejército Real Australiano. Esta rendición fue aceptada por el brigadier J. R. Stevenson, quien representó al teniente general Vernon Sturdee, comandante del Primer Ejército Australiano, a bordo del buque de guerra HMAS Diamantina Se hicieron arreglos para repatriar de Chuuk a los 737 nauruanos que sobrevivieron al cautiverio japonés allí. Fueron devueltos a Nauru por el barco BPC Trienza el 1 de enero de 1946. En 1947, las Naciones Unidas establecieron un fideicomiso, y Australia, Nueva Zelanda y el Reino Unido se convirtieron en los fideicomisarios de la isla de las Naciones Unidas, y la administración pasó principalmente a Australia.
- Datos: Q109423276